# Cinaglio
Cinaglio är en ort och kommun i provinsen Asti i regionen Piemonte i Italien. Kommunen hade 443 invånare (2018).